# しゃくし菜
しゃくし菜（しゃくしな、杓子菜）は、アブラナ科の野菜。一年草。主要な葉菜のひとつとされる。中国野菜のパクチョイやチンゲンサイの仲間。明治初期に中国より伝来した長梗白菜や体菜の品種のひとつ。
別名、雪白体菜（せっぱくたいさい）。

## 名称
「葉身と葉柄の形が杓子状になる」ことから「シャクシナ」となった。そのため、この名称がよく知られている。別名として、雪白体菜（せっぱくたいさい）、へらな、お玉菜（おたまな）、匙菜（さじな）、布袋菜（ほていな）、ひら菜、しゃもじな、たいな、ゆりななど、いろいろな名称がある。フィリピン語ではペーチャイ（pétsay）。
古い時代、信州ではツリガネニンジンの別名として「シャクシナ」と呼んでいた。

## 歴史

### 伝来
中国の華中地方の揚子江一帯で作られていた体菜が、明治初期に中国より伝来し、土着して「雪白体菜」になったとされている。各地で栽培されてきたが、白菜の普及により見られなくなっていった。星川清親によると、しゃくし菜は「結球ハクサイが普及するまで日本の漬け菜生産の首位を占めていた」という。国内各地では昭和初期まで生産されていたが、一部地域では産地として残っている。埼玉県の産地に秩父地方や深谷市がある。

### 秩父としゃくし菜
秩父地方では郷土野菜、伝統野菜である。秩父地方は「冬の寒さが厳しい典型的な内陸気候で、土壌が粘土質や石間のため長大根の生育が難し」いとされていた。長大根と白菜の代わりとして、しゃくし菜が栽培されるようになった。
秩父では寒さが厳しいため、地域に適したしゃくし菜で保存食が作られてきた。石川漬物によると「それぞれの家庭でしゃくしな漬を作るのが秩父の晩秋の風物詩」だという。しゃくし菜漬は秩父地方の伝統的な漬物となっており、『るるぶ』によると「秩父の食卓に欠かせないソウルフード」である。同様の保存食に長野県木曽地方のすんき漬けがある。

## 特徴
チンゲンサイ（青梗菜）やパクチョイ（白菜）と同じなかまで、中国で盛んに栽培されるタイサイ（大菜）から、日本に入ってきた白茎の品種。
花びらは鮮やかな黄色をしている。食用部の根生葉の長さは25センチメートル (cm) から50 cmで、葉の色は鮮緑色で丸みを帯びた形をしており、やわらかい。巨大なチンゲンサイのような形をしている。茎は肉厚で純白色。草丈は45 cmくらいである。東海漬物によると、「株元が太く何層にも葉が巻いているため、土が残りやすい」という特徴がある。

## 栽培
耐暑性、耐寒性が強いため、1年を通して栽培が可能である。まき時は、春まきでは3月末から4月上旬、秋まきでは9月から10月上旬とされる。星川清親によると、8月から11月に種を播き、10月から1月に葉が14枚から16枚となったときに収穫する。
畑に平畝をつくり、中央に筋をつけて1 - 2 cm間隔で種を筋まきする。1週間ほどで発芽して双葉が出る。本葉が2、3枚出てきたころに間引きを行って、株間を10 cm間隔にする。育苗して育てる方法でもよく、腐葉土を入れた育苗ポットに種を数粒まいて、本葉4、5枚くらいまで苗を育ててから畑に定植する。その後も生長を見ながら葉が重ならないように間引きを行い、大株に育てるときは株間が20 cmくらいになるようにする。草丈15 - 20 cmくらいに育ったら、株ごと引き抜いて収穫する。秋まきの場合、種まきから40 - 50日で収穫できるようになる。
ダイコンサルハムシ、カブラハバチ、キスジノミハムシなどの害虫がつくため、適期に農薬を適量散布したり、寒冷紗など防虫ネットを使用して対策する。種をまく時期が適期より早いと害虫が多くなる。

## 利用
茎も葉も風味が豊かである。茎の部分は歯切れがよい。味は淡泊。そのため煮食や漬け物、お吸い物の実や和え物、油炒めや炒飯といった炒め物や、饅頭、おやきの餡としても利用する。

### しゃくし菜漬け
しゃくし菜を漬けたものをしゃくし菜漬けという。

#### 漬け方
漬け方は白菜漬けに似ている。しゃくし菜を収穫して天日干しした後、まず根元にごみや土が残らないようにするため、繰り返し洗浄を行う。次に下漬けを半月ほど行った後、乳酸発酵を促すために本漬けを行うが、「発酵しすぎると変色しやすく酸味も強くなる」という。昭和30年代は塩のみで漬けられていた。しかし下漬けを塩のみで行うより、塩と水で漬けた方が減塩効果があり、やわらかくなる。本漬けの際に米ぬかを使用すると、まろやかな味に仕上がる。

#### しゃくし菜漬けの歴史
海苔が貴重品であった戦前のころ、山仕事に行く時にはご飯をしゃくし菜漬けの葉で包み、おにぎりにして食べられていた。
しゃくし菜漬けを初めて商品化したのは、1963年に独立した石川漬物の社長である。1960年代当時は「各家庭で漬物を漬けるのが当たり前の時代」であったため、漬物は大量に売れ残り、廃棄されていた。しかし1969年に西武秩父線が開通し、西武秩父駅の売店の担当者はしゃくし菜漬けを秩父の土産物として着目した。小さな樽に入れ、「丈のあるしゃくし菜を縦長の袋パックに詰め」て販売し、客に印象づけた。

#### しゃくし菜漬けの特徴
しゃくし菜漬けの特徴は野沢菜漬けやキムチと同様、「塩だけでなく乳酸発酵も利用して漬けられる点」、「塩分控えめで酸味がある点」である。この乳酸菌が「おいしさの決め手」となる。野沢菜漬けと比較すると、しゃくし菜漬けの方が塩分が控えめであり、ほどよい酸味が効いている。見た目は似ている。『ターザン』によると「後を引く食感と味わい」である。
漬け物にした場合、シャキシャキとした歯切れのよい食感となり、色も緑からあせず、きれいな艶が出る。漬け物の乳酸発酵が進んで、古漬けになるとべっこう色に変色し、酸味がきつく変化する。

#### しゃくし菜漬けの利用
混ぜご飯や炒め物や和え物などにしゃくし菜漬けを使用する調理法がある。和える食材の例として、ごま油や唐辛子がある。酸味の効いた古漬けは、油で炒めて醤油や鷹の爪で味つけするのもよい。調味料的に使用することが可能で、しゃくし菜漬けを「刻んでおやきのあんや、お茶漬け、ピザやギョーザに入れる」方法もある。
秩父経済新聞によると、これまで柑橘系の漬物は事例がなかったが、2023年には石川漬物がカボスを使用した新しい味のしゃくしな漬を開発している。埼玉県のアンテナショップ・埼玉県物産観光館「そぴあ」の総合売上額では、しゃくし菜漬けが2021年4月から2022年3月まででは2位、2023年3月から2024年3月まででは4位に選出されている。県物産観光協会によると「毎年上位にランキングされる人気商品」である。

## 栄養価
緑黄色野菜であるため、β-カロテンが豊富に含まれている。小松菜などと同じく、カルシウムやビタミンKも多く含まれる。世田谷自然食品によると、「野菜のカルシウムは吸収されにくい」ため、「ビタミンDなど吸収を助ける栄養素の多い食材を一緒に摂る」のがよい。カリウムや葉酸も多く含まれる。しゃくし菜漬けでは乳酸発酵を利用するため、乳酸菌の善玉菌が多く、また善玉菌のえさとなる食物繊維も豊富であるため、「おなかを整える」効果もある。低カロリーである。
油で炒めると、油がしゃくし菜に含まれるβ-カロテンの吸収を助ける効果がある。